# Fortune 1000
Fortune 1000 este un clasament al celor mai mari 1.000 companii americane după cifra de afaceri, întocmit de prestigioasa revistă Fortune. Lista cuprinde atât companii publice cât și companii private.